# Cherry Red (Gitarre)
Cherry Red ist eine Gibson ES-335-Gitarre, die Eric Clapton während seiner Karriere mit Cream und danach bis 2004, als das Instrument für einen wohltätigen Zweck versteigert wurde, für Live-Auftritte und Studioaufnahmen nutzte.

## Geschichte
Clapton kaufte die Gitarre im Jahre 1964, sechs Jahre nachdem die erste ES-335 gebaut worden war, in London. Die Cherry Red ist auch unter dem Beinamen Cream Guitar bekannt, weil auf dem Koffer des Instruments der Schriftzug Cream zu sehen ist.
Clapton spielte die Cherry Red 1968 erstmals live während der Farewell Tour von Cream in den USA. Eine Videoaufnahme mit Clapton und seiner Cherry Red entstand am 26. November 1968 während Creams Abschiedskonzerts in der Royal Albert Hall. Clapton spielte diese Gitarre später noch mit Blind Faith. Den letzten Einsatz hatte die Cherry Red bei einem Liveauftritt Claptons am 29. Juni 1996 im Londoner Hyde Park.
2004 versteigerte Clapton das Instrument für den Betrag von 847.500 US-Dollar, die er dem Crossroads Centre zukommen ließ. Der Preis war der höchste, der für eine Gitarre von Gibson erzielt wurde.
Am 1. August 2005 wurden 250 Replikate der Cherry Red unter der Bezeichnung „Eric Clapton Crossroads ES-335“ produziert.